# Кечасово
Кеча́сово — село в Краснооктябрьском районе Нижегородской области России. Административный центр Кечасовского сельсовета.

## Название
Первое упоминание Кечасово под названием Васпомра относится к 7118 году византийского календаря «от сотворения мира», что соответствует 1609/10 году (период от сентября 1609 до августа 1610 года по юлианскому календарю) — предположительно, это был 1610 год современного летоисчисления. Сам документ до нас дошёл только в виде копии более позднего указа 1612 года, в котором упоминается межевание 1609/10 года. В нём «деревня Васы-Помры» перечисляется как граничащая с пустошью служилых татар деревни Пицы-помры: 
…и ныне та пустошь дикое поле, что вверх [реки] Пицы через сустатовскую дорогу искони де пустапорожняя земля, а сумеж [то есть «смежная»] та пустошь дикое поле с нижегородскою мордвою деревни Сустатовы, да с орзамаскими с еделивскими мурзами деревни Васы-помры, да с алаторскими списками татары Шубина усаду.
До настоящего времени дошли альтернативные варианты написания: «Вас помра», «Васа помра», «Вач помра».
Название происходило от большого лесного массива, находившегося рядом с деревней (помра — «дубрава, чернолесье, лесное урочище» на эрзянском языке). Известно, что Васпомрой некоторое время называлась и соседняя деревня Ендовищи служилых татар, которая относилась к Алатырскому уезду и тоже находилась рядом с этим лесом.

Название Кечасово впервые зафиксировано в 1623—1625 годах, когда при описании соседних земель служилых татар упоминаются «деревня Кечасева», границы «деревни Кецевасовой» и «Кецасовский рубеж». Название произошло от имени одного из владельцев деревни, мордовского мурзы Кечая (Кечаса):
…от семи берез по тем граням через Васпомру до Парской вершинки [одного из истоков реки Пары] правая сторона Кечая мурзы с товарыщи, а левая сторона алатарских татар Мамеша Исикеева с товарыщи.
В документах XVII века название часто писалось как «деревня Кечасова» и склонялось — например, «в деревне Кечасовой».
После строительства и освящения церкви Знамения Пресвятой Богородицы в 1696 году «деревня Кечасова» стала селом, и часто записывалась по названию церкви как «село Знаменское», обычно с припиской «Кечасово тож» чтобы избежать путанницы с другими селами с таким же названием. Со временем вернулась и стала использоваться только форма «село Кечасово».

Все три названия неоднократно фиксируются вместе в документах начала XVII века, например:

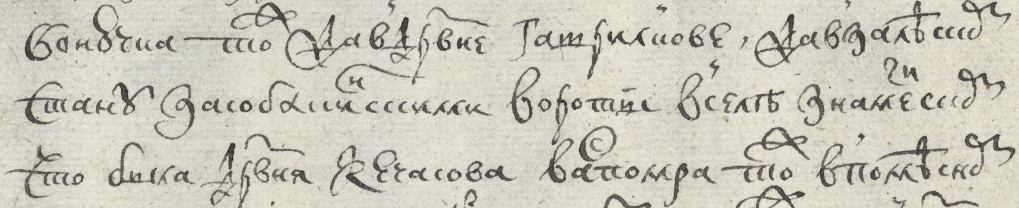
«…да в Залесном стану за Собакинскими вороты в селе Знаменском что была деревня Кечасова Васпомра тож…»
(1718 год)

В некоторых современных книгах ошибочно указывается, что раньше село называлось Покровским.
В начале XVIII века название «деревня Кечасова» также относилось к соседней деревне Чернухе.

## История

### XVII век
Ранние сохранившиеся упоминания Кечасово относятся к первой четверти XVII века и носят косвенный характер. Они описывают его как деревню «мордовских мурз», «еделевских мурз». В XVII веке Кечасово относилось к Арзамасскому уезду, поэтому писцы соседнего Алатырского уезда (граница с которым тогда проходила непосредственно у Кечасово) описывали его как земли «арзамасских мурз».
Из документов можно узнать несколько отдельных владельцев деревни Кечасово:
- мурза Кечай (Кечас)[4]
- мурза Виртян Ватолин (Вотолин)[7]
- новокрещен Невер Борисов сын Лихтемасов (Лифтемасов)[8]

Среди мордовских «еделевских» мурз было несколько человек с именем Кечас: Кечас Акчурин, Кечас Худяков, Кечас Ватолин. Виртян Ватолин был записан «хозяином» крестьянина из Кечасово, поэтому возможно, что землями в селении владел и его брат Кечас Ватолин. В таком случае название Кечасово могло пойти от него.
Единственное дошедшее до нас имя крестьянина, жившего в Кечасово в это время, — это Кузьма Афанасьевич (записан «Кузьма Офонасьев»), который был крестьянином Виртяна Ватолина и вызывался понятым на нескольких обмерах соседних земель.
Во второй половине 1620-х годов мордовские мурзы стали продавать или закладывать земли русским помещикам. В частности, сохранился документ, по которому Иванис Федорович Болтин (брат Баима Фёдоровича Болтина, по имени которого получило свое название село Абаимово) приобрел около 50 гектар земли — «тритцеть чети [а в дву по тому ж]» — у Невера Борисовича Лихтемасова. На тот момент Баим, Иванис и их братья Иван, Самсон и Аверкий уже владели землями в сёлах Яново и Новокрещеново (Абаимово), а также землями в Тешском стане под Арзамасом.
В 1633 году Иванис Болтин погиб в Смоленской войне при осаде Смоленска. Его земли, включая приобретения в Кечасово, перешли его сыновьям: Ивану (7 лет на момент гибели отца) и Борису (1 год). Борис Иванисович был дедом известного историка, академика Российской академии генерал-майора Ивана Никитича Болтина (1735—1792).
В 1646 году началась перепись тяглого населения Русского государства. В ней в первый раз зафиксирован полный список жителей Кечасово. В Кечасово записан 31 двор, в них жили 105 крестьян и бобылей мужского пола. Все крестьяне, жившие в Кечасово на тот момент, записаны за Иваном Болтиным, но на тот момент оба брата владели землёй и крестьянами.
В 1649 году Кечасово было разделено между Иваном и Борисом Болтиными, так что каждому досталось примерно по половине крестьян: Ивану 10 крестьянских и 1 бобыльский двор (в них 30 крестьян и 1 бобыль), а Борису 8 крестьянских и 1 бобыльский двор (в них 38 крестьян и 1 бобыль). Между списками 1646 и 1649 годов фиксируется уменьшение числа дворов и крестьян примерно на треть.
В 1649/50 году земли рядом с Кечасово получают три брата Григорий, Яков, Максим Ивановичи Дятковские (или Дятьковские). Их поместья тоже записывались как «деревня Кечасова», но, предположительно, они находились несколько севернее современного села Кечасово в районе современного села Чернухи.
В 1678 году происходит другая масштабная всероссийская перепись населения. По этой переписи в Кечасово за Иваном Иванисовичем записано 10 жилых дворов, в них 69 крестьян и бобылей. При этом пропорция бобылей заметно вырастает: из 10 дворов всего 2 крестьянских, остальные 8 бобыльские. Отдельно упоминаются 3 бобыльских «пустых» двора и 8 беглых бобылей и крестьян. В селе также записаны двое задворных людей «литовского полону» в отдельном дворе. Крестьян за Борисом Иванисовичем в Кечасово уже не числится.

Запись в документе позволяет предположить, что незадолго до переписи Кечасово Болтиных было заброшено из-за бегства крестьян, что вынудило Ивана Иванисовича заселить его из других своих имений из села Яново, из села Лукьяново-Елховки и из села Новокрещеново-Абаимово, о чём есть следующая запись:
«…да в том же поместье крестьян и бобылей, населены и переведены на ту землю из Орзамаского ж уезду ис села Янова, и ис села Лукьянова, Вонючка то ж, из села Новокрещенова…»
За братьями Дятковскими в той же переписи 1678 года записано три относительно небольших имения по 3-4 крестьянских двора. Всего за ними числилось 4 крестьянских, 6 бобыльских дворов и два помещичьих двора. В имениях Дятковских всего проживало 65 дворовых, крестьян и бобылей мужского полу. По крестьянскому населению общий размер трёх имений Дятковских был сравним с кечасовским имением Ивана Болтина.
В 1690-х годах сыновья Ивана Иванисовича Михаил и Иван Болтины проводили многочисленные сделки по покупке и обмену небольших участков земли в свою пользу в Кечасово. В том числе они приобрели участок как минимум одного из братьев Дятковских — Григория — с крестьянами.
7 октября 1696 года по прошению Ивана Ивановича Болтина была освящена новопостроенная церковь Знамения Пресвятой Богородицы. С этого года Кечасово становится селом.
Предполагается, что до этого времени записи о «деревне Кечасовой» относились и к современному селу Кечасово, и к деревне Чернухе. После строительства церкви эти два селения в документах разделились. Стали упоминаться «село Знаменское Кечасово тож» и «деревня Архангельская Чернуха тож» во владении потомков Ивана Иванисовича, а также «деревня Кечасова Чернуха тож» во владении Бориса Иванисовича Болтина.

## География
Село находится в юго-восточной части Нижегородской области, в зоне хвойно-широколиственных лесов, при автодороге 22Н-2504, на расстоянии приблизительно 16 километров (по прямой) к юго-западу от села Уразовки, административного центра района. Абсолютная высота — 200 метров над уровнем моря. Находится на водоразделе рек Пица и Пары.
Климат
Климат характеризуется как умеренно континентальный, с морозной снежной зимой и умеренно жарким летом. Среднегодовая температура — 3,6 °C. Средняя температура воздуха самого тёплого месяца (июля) — 19,2 °C (абсолютный максимум — 38 °C); самого холодного (января) — −12,1 °C (абсолютный минимум — −44 °C). Среднегодовое количество атмосферных осадков составляет 544 мм.
Часовой пояс
Село Кечасово, как и вся Нижегородская область, находится в часовой зоне МСК (московское время). Смещение применяемого времени относительно UTC составляет +3:00.

## Население

#### Численность населения Кечасово в XVII—XXI веках
Большинство ранних переписей не учитывали женщин. Также переписи до 1723 года отличаются неточностями.

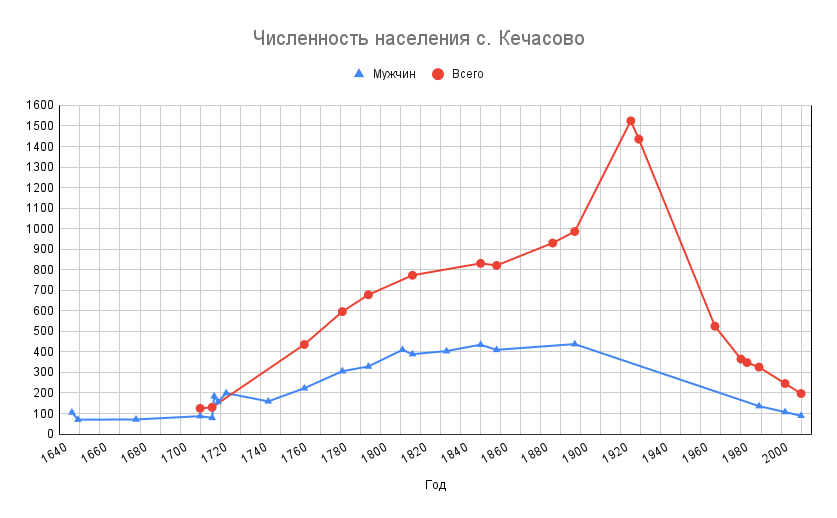

В таблице приведены подробные данные по численности. Также отдельно приведены данные по дворам, семьям и хозяйствам. До 1723 года считались отдельные дворы. В 1816—1911 годах считались семьи. После 1917 года считались хозяйства.
| Год  | Мужчин | Всего | Дворов (семей) |
| ---- | ------ | ----- | -------------- |
| 1646 | 105    |       | 31             |
| 1649 | 70     |       | 20             |
| 1678 | 71     |       | 10             |
| 1710 | 87     | 125   | 19             |
| 1716 | 79     | 130   | 14             |
| 1717 | 184    |       | 20             |
| 1719 | 156    |       | 19             |
| 1723 | 199    |       |                |
| 1744 | 159    |       |                |
| 1762 | 223    | 436   |                |
| 1781 | 306    | 596   |                |
| 1794 | 329    | 678   |                |
| 1811 | 410    |       |                |
| 1816 | 389    | 773   | 106            |
| 1833 | 404    |       |                |
| 1850 | 435    | 831   | 117            |
| 1858 | 410    | 821   | 112            |
| 1886 |        | 930   | 147            |
| 1897 | 438    | 986   |                |
| 1911 |        |       | 250            |
| 1925 |        | 1525  |                |
| 1929 |        | 1436  |                |
| 1967 |        | 525   | 152            |
| 1980 |        | 365   | 146            |
| 1983 |        | 348   |                |
| 1989 | 136    | 326   |                |
| 2002 | 107    | 246   |                |
| 2010 | 89     | 197   |                |

Национальный состав
Документы начала XVII века свидетельствуют, что Кечасово было населено православными крестьянами, но находилось во владении некрещеных мордовских мурз, лишь отдельные представители которых к тому времени начали креститься и принимать православные имена. В отличие от мордовских и татарских деревень, Кечасово всегда переписывалось в списке русских деревень. Также в документах XVII века нет упоминаний мордовских корней или массового крещения жителей деревни. Это позволяет заключить, что Кечасово было изначально (не позднее с 1610 года) населено русскими крестьянами, которые переселились туда при массовой колонизации Арзамасского уезда, начавшейся во второй половине XVI века.
Согласно результатам переписи 2002 года, в национальной структуре населения русские составляли 98 % из 246 человек.